# Talking in Your Sleep (Crystal Gayle-låt)
Talking in Your Sleep var den andra singeln av country-popartisten Crystal Gayle. Den blev 1978 en hit på både countrylistorna och poplistorna. Den placerade sig som högst på #1 på countrylistorna i USA , #18 på poplistorna i USA och #3 på Adult Contemporary-listorna i USA. 
"Talking in Your Sleep" spelades in som cover av Kikki Danielsson 1979 på hennes debutalbum "Rock'n Yodel" .

## Listplaceringar
| Lista (1978)                                        | Topplacering |
| --------------------------------------------------- | ------------ |
| Amerikanska Billboard Hot Country Singles           | 1            |
| Amerikanska Billboard Hot 100                       | 18           |
| Amerikanska Billboard Hot Adult Contemporary Tracks | 3            |
| Kanadensiska RPM Country Tracks                     | 1            |
| Kanadensiska RPM Top Singles                        | 11           |
| Kanadensiska RPM Adult Contemporary Tracks          | 3            |
| Brittiska singellistan                              | 11           |